# Seznam portugalskih astronomov
Seznam portugalskih astronomov.

## M
- João Magueijo

## Z
- Abraham Zacuto (1450 – 1510)